# Midalam
Midalam es una  ciudad censal situada en el distrito de Kanyakumari en el estado de Tamil Nadu (India). Su población es de 8625 habitantes (2011). Se encuentra a 48 km de Thiruvananthapuram y a 84 km de Tirunelveli. 

## Demografía
Según el censo de 2011 la población de Midalam era de 8625 habitantes, de los cuales 4279 eran hombres y 4246 eran mujeres. Midalam tiene una tasa media de alfabetización del 89,20%, superior a la media estatal del 80,09%: la alfabetización masculina es del 90,59%, y la alfabetización femenina del 87,84%.